# 2020年金馬創投會議
2020年金馬創投會議是在2020年11月17日至19日，於臺灣的臺北市舉辦。
2020年4月29日官方宣布增設劇集企劃項目，提供華語劇集企劃能與國際影視投資者媒合平臺。劇集企劃提前於6月1日至6月30日徵件；開發中或已開拍的電影企劃則於6月15日開放報名。

## 外部連結
- 金馬創投會議（页面存档备份，存于）